# New Buckenham
New Buckenham est une paroisse civile et un village du Norfolk, en Angleterre.